# Frank Polk

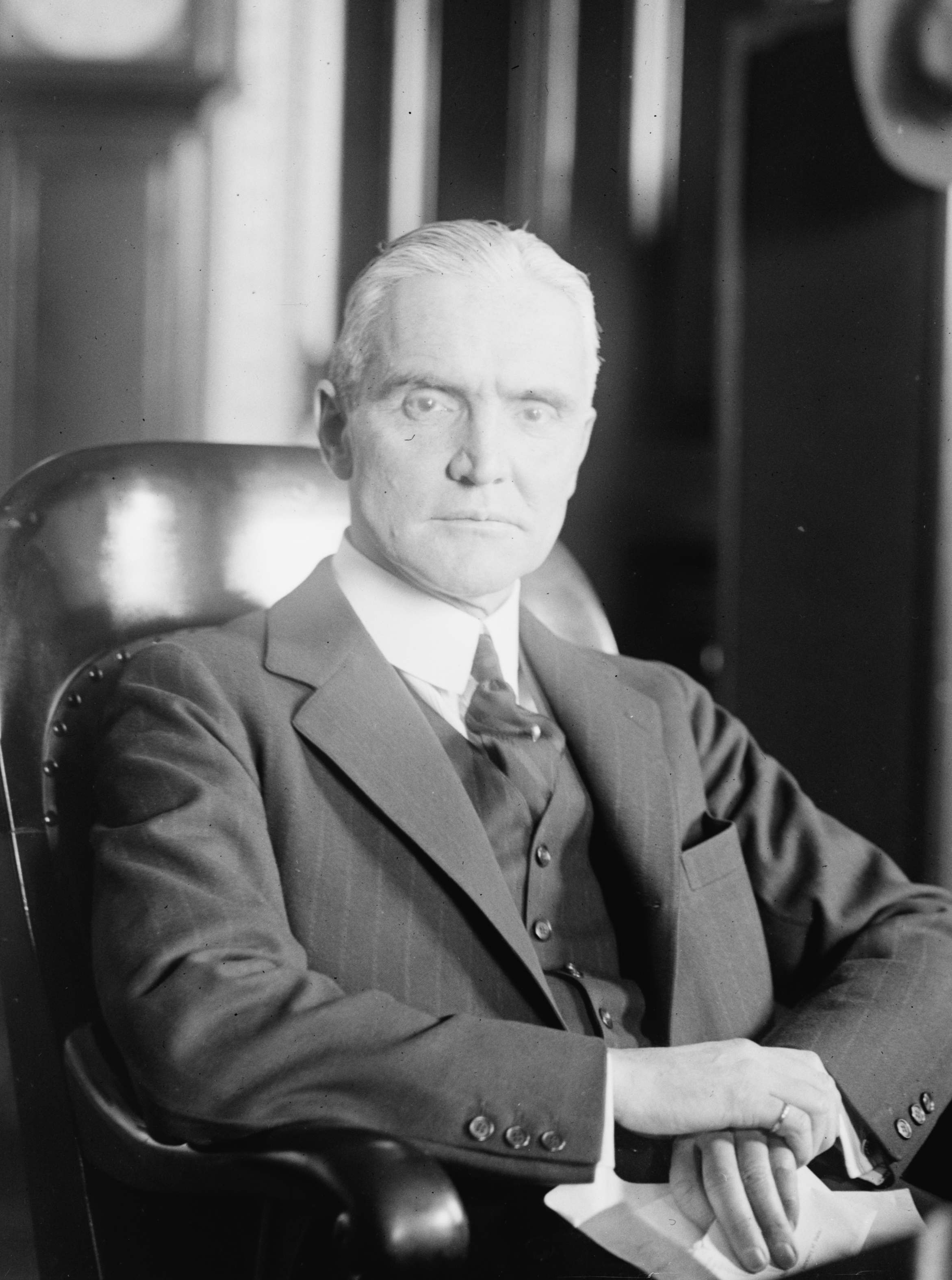
Frank Polk

Frank Lyon Polk (* 13. September 1871 in Manhattan, New York City; † 7. Februar 1943 in New York City) war ein US-amerikanischer Jurist, der zwischen 1919 und 1920 als United States Under Secretary of State Stellvertretender Außenminister der Vereinigten Staaten war. Nach dem Rücktritt von Robert Lansing fungierte er vom 14. Februar bis zum 14. März 1920 als kommissarischer Außenminister (Secretary of State ad interim).

## Leben
Polk war ein Sohn des Arztes William Mecklenburg Polk sowie Enkel des Bischofs der Episkopalkirche der USA und Generals der Confederate States Army (CSA) im Sezessionskrieg, Leonidas Polk. Zu seinen weiteren Vorfahren gehörten sein Großonkel Lucius Junius Polk, ein Baumwollplantagenbesitzer und Mitglied des Senats von Tennessee, sein Urgroßcousin und US-Präsident James K. Polk, sein Großcousin Lucius E. Polk, der ebenfalls als General der Confederate States Army diente, sowie sein Cousin Rufus King Polk, der zwischen 1899 und 1902 demokratisches Mitglied des US-Repräsentantenhauses aus Pennsylvania war.
Frank Polk selbst begann nach dem Schulbesuch ein grundständiges Studium am Yale College, das er 1894 mit einem Bachelor of Arts (B.A.) abschloss. Dort trat er dem Geheimbund Scroll and Key bei. Ein darauf folgendes postgraduales Studium der Rechtswissenschaften an der Law School der Columbia University beendete er 1897 mit einem Bachelor of Laws (LL.B.) und nahm daraufhin eine Tätigkeit als Rechtsanwalt in New York City in der Kanzlei Davis Polk & Wardwell auf. Daneben engagierte er sich für die Demokratische Partei in verschiedenen Ausschüssen und Kommissionen der Stadt wie zum Beispiel von 1907 bis 1909 als Mitglied der Kommission für den öffentlichen Dienst sowie zwischen 1907 und 1910 als Mitglied des Bildungsausschusses. Am 24. Januar 1914 wurde er vom damaligen Bürgermeister von New York City, John Purroy Mitchel, zum Berater für Gesellschaftsrecht (Corporation Counsel) ernannt.
Am 16. Dezember 1915 wechselte Polk als juristischer Berater (Counselor) in das US-Außenministerium, wo er Nachfolger des zum Außenminister ernannten Robert Lansing wurde. Diesen Posten bekleidete er bis zum 30. Juni 1919, woraufhin er am 1. Juli 1919 als erster United States Under Secretary of State Stellvertretender Außenminister der Vereinigten Staaten und damit Vertreter von Außenminister Lansing wurde. Er fungierte zugleich 1919 als Leiter der Friedensverhandlungskommission (American Commission to Negotiate Peace) und war nach der Abreise von US-Präsident Woodrow Wilson und Außenminister Lansing 1919 als Vertreter der USA bei der Pariser Friedenskonferenz 1919. Nach dem Rücktritt von Robert Lansing fungierte er vom 14. Februar bis zum 14. März 1920 als kommissarischer Außenminister (Secretary of State ad interim). Am 15. Juni 1920 wurde er als Under Secretary of State durch Norman Davis abgelöst.
Anschließend nahm Polk wieder seine Tätigkeit als Rechtsanwalt und Partner der New Yorker Anwaltskanzlei Davis Polk & Wardwell auf. 1923 löste er Henry Matson Waite als Präsident der National Municipal League und bekleidete diesen Posten bis zu seiner Ablösung durch Richard S. Childs 1927. Er war ferner Manager seines Kanzleipartners John W. Davis bei dessen Kandidatur auf der Democratic National Convention 1924, auf der dieser als Kandidat der Demokratischen Partei für die Präsidentschaftswahl 1924 nominiert wurde.